# Condado de Sedgwick (Kansas)
O Condado de Sedgwick (em inglês:  Sedgwick County) é um dos 105 condados do estado americano do Kansas. A sede e maior cidade do condado é Wichita. Foi fundado em 26 de fevereiro de 1867.
O condado possui uma área de 2 614 km², dos quais 2 583 km² estão cobertos por terra e 30 km² por água, uma população de 498 365 habitantes, e uma densidade populacional de 192,9 hab/km² (segundo o censo nacional de 2010). É o segundo condado mais populoso do Kansas.